# 山田宇右衛門
山田 宇右衛門（やまだ うえもん）は、江戸時代後期の武士、長州藩士。

## 来歴
生家は増野氏。大組・山田氏（禄高100石）の養子になって家督を継ぐ。安政元年（1854年）相州警衛総奉行手先役、安政3年（1856年）徳地代官、万延元年（1860年）遠方方、文久3年（1863年）奥阿武代官、元治元年（1864年）郡奉行を歴任。
安政2年（1855年）7月、西洋式鉄製大砲の鋳造方法を習得するため、反射炉築造に成功していた佐賀藩に派遣されるが交渉は失敗した（ただし、その後も他の藩士が交渉に赴き、最終的に萩反射炉が築造されている）。
文久2年（1862年）政務座・学習院用掛のとき京都にあり、尊王攘夷運動に参加した。ただし藩政においては中立派に属していた。長州藩では元治元年（1864年）の第一次長州征討を期に討幕派（長州正義派）が勢力を弱め、恭順派（俗論派）が台頭していたが、同年の正義派によるクーデター（功山寺挙兵）によって再び討幕派が藩政を握ると、慶応元年（1865年）番頭格・政務座役に就任。参政首座となって、木戸孝允とともに藩内における指導的立場となり、兵学教授として軍備拡張を推進するなど藩政刷新に尽力した。しかし、慶応3年（1867年）に明治維新を前に病没。
山鹿流兵学は吉田大助について学び、大助の養子である吉田松陰の後見役でもあった。

## 登場作品
- 花神 - 1977年NHK大河ドラマ、演：小栗一也
- 奇兵隊 - 1989年、日本テレビ、演：石田信之